# Offensive dans le nord du Tchad en 2021
Insurrection dans le nord du Tchad
L'offensive du Kanem a lieu depuis le 11 avril 2021, dans les régions de Kanem, Tibesti et Borkou, au nord-ouest du Tchad. Elle est lancée depuis la Libye par les rebelles tchadiens du Front pour l’alternance et la concorde au Tchad (FACT) à la suite de l'élection présidentielle tchadienne de 2021. Le président tchadien Idriss Déby est mortellement blessé lors des combats.

## Contexte
Le président Idriss Déby, allié des puissances occidentales, devait prolonger son mandat de 30 ans au pouvoir. La Commission électorale nationale indépendante (CENI) avait indiqué que Déby avait pris une large avance avec 30% des suffrages exprimés restant à compter. Déby a remporté tous les départements du pays sauf un. En ne reconnaissant pas les résultats, l'opposition avait appelé à boycotter l'élection du 11 avril avec Yacine Abderaman Sakine, du Parti réformiste, refusant de concéder la victoire à Déby. Les résultats préliminaires sont attendus pour le 25 avril. Déby est considéré en Europe, aux États-Unis et Chine comme un allié dans la lutte contre les groupes djihadistes du Sahel affiliés à al-Qaïda ou à l'État islamique. Les forces françaises de l'opération Barkhane disposent notamment d'un poste de commandement et d'une base aérienne à N'Djamena,.
Dans les années 2010, les groupes rebelles tchadiens opposés à Idriss Déby profitent de la guerre civile en Libye pour établir leurs bases arrières dans le Fezzan. Un nouveau groupe, le Front pour l’alternance et la concorde au Tchad (FACT), est fondé en 2016, sous la direction de Mahamat Mahdi Ali, après avoir fait scission de l'Union des forces pour la démocratie et le développement (UFDD). Initialement proche de la Troisième Force, un groupe affilié au Gouvernement d'union nationale (GNA), le FACT s'allie en 2019 à l'Armée nationale libyenne (ANL) du maréchal Khalifa Haftar, l'homme fort du gouvernement de Benghazi. Le FACT s'établit dans la base de Brak Al-Shati et profite de ses liens avec l'ANL et avec les mercenaires russes du Groupe Wagner pour bénéficier d'argent et d'armement. En avril 2021, alors que la situation en Libye est apaisée et malgré l'alliance entre Haftar et Déby, le FACT lance son offensive au Tchad.

## Déroulement
Le 11 avril 2021, le jour même de l'élection présidentielle, les rebelles du Front pour l’alternance et la concorde au Tchad (FACT) lancent depuis la Libye une offensive dans la région du Tibesti, au nord-ouest du Tchad. 
L'armée tchadienne engage son aviation dont des SU-25 et des hélicoptères contre les rebelles, mais au sol les militaires et les douaniers battent en retraite,. Les villes de Zouarké et Wour sont envahies sans combats selon la rébellion,. Le 13 avril, le FACT revendique la « libération totale de la région du Tibesti ». 
Une colonne rebelle d'environ 500 hommes et 100 véhicules se porte ensuite en direction du Sud et entre dans la région du Kanem en passant par la région de Borkou,. Le 15 avril, elle est signalée à Gouri, à 200 km au nord de Faya-Largeau.
L'armée tchadienne envoie alors une colonne de 2 000 hommes avec plusieurs véhicules blindés dans le Kanem. Le président Idriss Déby se rend lui-même sur le front à la tête de ses troupes. Le 16 avril, les rebelles sont signalés à Birr Dom, mais ils en repartent le lendemain matin. La colonne gouvernementale se lance alors à la poursuite de la colonne rebelle qu'elle rejoint dans l'après-midi du 17 avril, à Zigueï, à 100  ou   200 km au nord de la ville de Mao,,. Les combats s'engagent à 15 h 30 et s'achèvent deux heures plus tard sur une victoire des forces gouvernementales,. L'armée tchadienne affirme avoir « complètement détruit » la colonne rebelle. 
Après la bataille de Zigueï, une partie de la colonne rebelle décroche alors en direction de l'Ouest, vers la frontière nigérienne. Deux autres colonnes gouvernementales sont alors détachées pour se lancer à sa poursuite. Les 18 et 19 avril, des combats ont lieu près de Nokou, à 50 km de Mao. Le FACT reconnaît alors effectuer un « repli stratégique ». Le chef du FACT, Mahamat Mahdi Ali, accuse également la France d'avoir engagé son aviation pour fournir au gouvernement tchadien des renseignements sur les mouvements de ses troupes.
Le président Idriss Déby est cependant mortellement blessé entre le 17 et le 19 avril au Kanem et succombe le 20 avril, à 1 h du matin, à N'Djamena,. Selon Ouest-France, le lundi 19 avril au soir, une rencontre entre Déby et les chefs des FACT aurait eu lieu à Mao, au nord de la capitale. Cette réunion aurait dégénéré en bataille rangée provoquant la mort de Déby et de quatre de ses généraux.
Un conseil militaire de transition (CMT) constitué de quinze généraux et dirigé par un de ses fils, Mahamat Idriss Déby, commandant de la garde présidentielle, est chargé de le remplacer. En contradiction avec la Constitution Tchadienne qui prévoit qu'en cas de vacance du poste de chef de l'État c'est le président de l'Assemblée nationale qui assure l'intérim. Un deuil national de quatorze jours est décrété, un couvre-feu est instauré et toutes les frontières terrestres et aériennes sont fermées. Le gouvernement et le Parlement sont dissous et le CMT s'engage à organiser des élections « libres et démocratiques », à l'issue d'une « période de transition » de dix-huit mois.
De son côté, le FACT affirme que ses positions les plus avancées se situent dans le département de Dababa, dans la région de Hadjer-Lamis, à une centaine de kilomètres de la capitale, et promet de marcher sur N'Djamena « dans les heures ou les jours qui viennent ». Cependant le 24 avril, le FACT fait une proposition de cessez-le-feu, que le CMT rejette.
L'armée envoie de nombreux renforts à Mao et le 27 avril les combats reprennent dans le Nord Kanem. Le 29 avril, les rebelles affirment avoir abattu un hélicoptère et être entrés dans la ville de Nokou. Le 30, l'armée tchadienne affirme que l'attaque rebelle sur Nokou a été repoussée. Selon le conseil militaire de transition (CMT), le bilan de cette bataille est de plusieurs centaines de morts et de 60 prisonniers pour les rebelles, contre six tués et 22 blessés pour ses propres forces,.
Le 6 mai, le ministre de la Défense Daoud Yaya Brahim affirme que la rébellion est en « débandade »,. Le 9 mai, l'armée tchadienne annonce la fin de ses opérations militaires contre le FACT,. Le même jour, des centaines de véhicules de militaires regagnent la capitale.

## Pertes
Le 19 avril, l'armée tchadienne affirme que ses pertes sont de cinq morts et 36 blessés, contre 300 morts, 150 prisonniers, dont trois « responsables », et 24 véhicules capturés du côté des rebelles. Le 9 mai, 156 prisonniers sont présentés à la presse par l'armée tchadienne.
Le 13 février 2023, le procès de 454 membres du FACT s'ouvre dans la prison de Klessoum, à N'Djamena,. Le 21 mars, plus de 400 rebelles sont condamnés à la prison à vie, certains par contumace. Seuls 24 accusés sont acquittés. Le 25 mars, Mahamat Idriss Déby accorde une grâce présidentielle à 380 condamnés. Mahamat Mahdi Ali et 55 rebelles condamnés par contumace ne sont cependant pas concernés par cette grâce.